# Эдогава (специальный район)
Эдогава (яп. 江戸川区 эдогава-ку) — один из 23 специальных районов Токио. Назван так по названию реки, которая протекает с севера на юг вдоль восточной границы района.

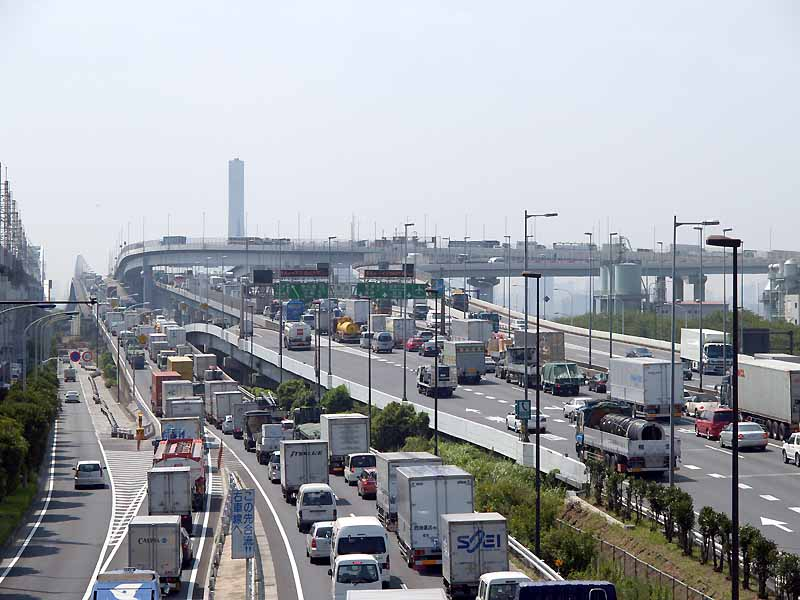
Пересечение Касай, Shuto Expressway

Самый восточный из районов Токио, он граничит с городами Ураясу и Итикава префектуры Тиба (на востоке) и со специальными районами Кацусика (на севере), Сумида и Кото (на западе).
По состоянию на 1 мая 2020 года, население района составляло 695 791 человек, а плотность населения 13,944 чел./км². Общая территория 49.90 км².

## История
Район был образован в 1937-м году путём объединения семи городов и деревень округа Минами Кацусика: городов Комацугава и Коива, деревень Касай, Синодзаки, Мацуэ, Мидзуэ и Сикамото.

## Транспорт

### Железнодорожный
■ East Japan Railway Company
■ Линия Тюо-Собу
- - Хираи - Син-Коива (станция Син-Коива находится в районе Кацусика) - Коива -

■ Линия Кэйё
- - Касайринкай-Коэн -

■ Keisei Electric Railway
■ Линия Кэйсэй
- - Кэйсэй-Коива - Эдогава -

■ Toei
○ Линия Синдзюку
- - Хигаси-Одзима - Фунабори - Итиноэ - Мидзуэ - Синодзаки -

■ Tokyo Metro
○ Линия Тодзай
- - Ниси-Касай - Касай -

### Шоссе
- Shuto Expressway
  - C2 Центральная петля
  - No.7 Маршрут Комацугава
  - B Маршрут

## Достопримечательности
- Музей метрополитена Токио — расположен в непосредственной близости от станции Касай